# 汤心颐
汤心颐（1926年—），男，直隶（今河北）保定人，中国高分子物理学家，曾任吉林大学化学系教授、博士生导师。